# فستان
الثوب النسائي أو الفستان (جمع: فَسَاتِينُ) كُسْوَةٌ نِسَائِيَّةٌ لَهَا أَحْجَامٌ وَأَشْكَالٌ مُخْتَلِفَةٌ ، هذا الكساء (الفستان) يشتمل على رداء علوي وإزار سفلي مُخيَّطان معاً أَو كأنه مئزر تنورة بصدرية ملحقة بها وهي التايير. ويشابه هذا الزي زِيّاً آخر من الأزياء هو الدريل ويوجد ما يلبس تحتها سروال وتسمى تونيك في الثقافة الغربية،
يتم حياكة هذا الكساء من نمط صيفي أو شتوي حسب التصميم أو حسب سُمك القماش ونوعية النسيج خفيف أو ثقيل ولاسيما صنفه قطن وحرير وكتان وصوف والمواصفات لها أشكال وألوان وتفصيل خاص ليكون الثوب لباساً نسائياً في العادة. قد يكون إرخاء وإسدال الثوب بارتفاع الفخذ الأعلى أو عند الركبة كذلك منسدلاً أَو منخفضاً إلى منتصف الساق وأيضاً ليلامس الأرض، اعتماداً على المعتقد أو الفكر وكذلك اتباع صيحات أو نزوات الأزياء أو الموضة وكذلك الطراز أَو الموديل السائد في المجتمع وأيضاً حسب الذوق الشخصي.

## تأثيل
1. المعجم: الغني
  - فُستان :- جمع فَسَاتِينُ: ثوب مختلف الأشكال والألوان ترتديه المرأة :-اشترت فستانًا أحمر، - تحبُّ ارتداء الفساتين الفضفاضة.[1]

1. المعجم: اللغة العربية المعاصر
  - فستان :- ثوب المرأة، جمع : فساتين.[2]

1. المعجم: الرائد
  - الفُسْتانُ :- ثوب مختلف الأشكال والألوان، من ملابس النساءِ. والجمع : فساتين.[3]